# Concerto per pianoforte e orchestra n. 4 (Beethoven)
Il Concerto per pianoforte e orchestra n. 4 fu composto da Ludwig van Beethoven tra il 1805 e la fine del 1806. Fu eseguito per la prima volta in forma privata nel marzo 1807 a Vienna presso il palazzo del principe Lobkowitz con lo stesso Beethoven al pianoforte.

## Storia
Beethoven scrisse il suo quarto concerto fra il 1805 e il 1806 in un periodo di intensa attività creativa, realizzò infatti contemporaneamente la stesura della quinta sinfonia, del Fidelio e del Concerto per violino. Dedicato all'arciduca Rodolfo, allievo del musicista, dopo una prima esecuzione privata nel 1807, fu eseguito al Theater an der Wien il 22 dicembre 1808 in una serata in cui il pubblico poté ascoltare per la prima volta anche la quinta e la sesta sinfonia; questa fu anche l'ultima opera interpretata dall'autore al pianoforte durante un'esecuzione pubblica.
Carl Czerny, che era allievo del compositore, dichiarò che, già durante la prima esecuzione, il musicista aveva suonato variando la parte con l'introduzione di passaggi non previsti e improvvisando diverse volte, soprattutto nelle cadenze, fatto indicativo della volontà dell'autore di voler modificare la partitura già scritta. Le tre cadenze realizzate dal compositore, una per il primo tempo e due per il Finale, furono poi trascritte nel 1809.
Nel 1808 Beethoven volle modificare il Concerto realizzando una versione più elaborata, con numerose aggiunte alla parte del pianoforte; di queste modifiche è rimasta solo la copia manoscritta, di difficile lettura, la versione autografa è andata perduta. Nello stesso anno la composizione venne pubblicata in parti separate presso il Bureau des Arts et d'Industrie, la partitura completa vide la luce in forma stampata solo nel 1861.

## Struttura
La composizione è formata dai seguenti movimenti:
1. Allegro moderato
2. Andante con moto (Mi minore)
3. Rondò. Vivace

## Analisi
Da un punto di vita strettamente pianistico questa composizione è il concerto più rilevante di Beethoven per il risalto dato alle caratteristiche tecniche e interpretative dello strumento. Ritornato a comporre un concerto dopo circa cinque anni, con questo lavoro il musicista si allontana notevolamente dalla tradizione classica rivoluzionando quello che era stato fino ad allora il rapporto solista-orchestra. Dopo i grandi esempi dei concerti mozartiani, (K 466, K 488, K 595), si era poco alla volta modificata la contrapposizione fra solista e orchestra, con la tendenza ad accentuare notevolmente il virtuosismo del pianista. Nei suoi primi concerti Beethoven si era adeguato alle modalità dell'epoca, ma con il Concerto in Sol maggiore viene rovesciata completamente questa tendenza e il compositore ritorna a privilegiare la parte più spirituale e intima oltre a modificare il rapporto solista-orchestra; è infatti il pianoforte a entrare con il primo tema ripreso solo successivamente dal pieno orchestrale. Si tratta infatti della prima volta, nella storia di questo genere, in cui l'incipit, con l'enunciazione del primo tema, non è affidato all'orchestra. 

### Allegro moderato
Il primo movimento è in forma-sonata e porta l'indicazione Allegro moderato, inizia con il tema esposto dal pianoforte in un modo quasi esitante, connotando la musica di quello che sarà il carattere dell'intera composizione, intimo e lirico; la scrittura del concerto è lontana dall'andamento marziale caratteristico dei lavori precedenti, (non vengono mai usati i timpani) ma mantiene comunque sempre una sorta di «energia latente capace a tratti di manifestare una vitalità intensa». Il brano riunisce in sé la piacevolezza e la profondità di sentimento che prenderanno connotazioni più marcate nel movimento seguente.
Il tema iniziale si basa sulla ripetizione dell'accordo prima di tonica (Sol), poi di dominante (Re) e di nuovo di tonica affidato al pianoforte. Poi comincia la prima esposizione affidata all'orchestra che ripete il primo tema e giunge a un secondo tema che comincia in La minore e che modula fino al Fa diesis minore. Successivamente viene ripresentato il motivo iniziale in minore che serve a portare in Re maggiore (dominante di Sol). Beethoven inserisce quindi una cadenza in Re maggiore che conduce alla conclusione della prima esposizione.

### Andante con moto
Secondo una tradizione (non certa, ma sufficientemente attendibile) la composizione del secondo movimento, Andante con moto, sarebbe stata scritta traendo ispirazione dal mito della ninfa Euridice. Il compositore avrebbe creato un dialogo tra il pianoforte - rappresentante il marito di Euridice, Orfeo - e l'orchestra, che dovrebbe impersonare le divinità degli inferi; dialogo finalizzato a richiedere il ritorno di Euridice alla vita terrena. Il pianoforte porterà l'orchestra a seguirlo in un tema malinconico, molto dolce, quasi a dimostrare la debolezza della morte davanti al sentimento dell'amore; l'orchestra con un forte costantemente staccato riespone il suo tema in Mi minore. I due aspetti contrapposti si alternano per poi giungere l'uno a spegnersi e l'altro a intensificarsi fino a giungere a un'importante cadenza.

### Rondò. Vivace
Il movimento finale, Rondò, è collegato senza soluzione di continuità all'Andante con moto; l'indicazione Vivace ben definisce il brano che è luminoso, vitale, caratterizzato da una grande parte pianistica dalle sonorità estremamente brillanti. Il motivo iniziale è introdotto in pianissimo dall'orchestra, inizialmente con i soli archi, per essere poi ripreso dal pianoforte; in maniera identica viene presentato il secondo tema, più intensamente lirico, dopo la riproposta del solista l'orchestra riprende il motivo iniziale in modo più deciso. Seguono episodi di transizione e un altro limpido motivo esposto prima dal pianoforte e poi dalla sezione strumentale con successive varianti e si giunge quindi alla cadenza finale; un cambiamento repentino di tempo conduce il brano alla conclusione sulla riproposta scintillante del tema iniziale.